# Iztactzitzimitl
Las Iztactzitzimitl son, en la mitología azteca, un grupo de demonios femeninos de piel blanca emparentados con las Tzitzimime. Además de estos existían otros 3 grupos de demonios cuyos nombres son Xoxouhcaltzitzimitl (demonios azules), Coztzitzimitl (demonios amarillos), Itlatlauhcatzitzimitl (demonios rojos).